# Thru the Flames
Thru the Flames è un film muto del 1923 diretto da Jack Nelson e sceneggiato da George H. Plympton.

## Trama
Accusato di essere un vigliacco perché, pur essendo un vigile del fuoco, non è capace di sopportare i fumi degli incendi, Dan Merrill si riscatta quando smaschera una banda di rapinatori che cancellavano le proprie tracce provocando una serie di incendi dolosi.

## Produzione
Le riprese del film, che fu prodotto dalla Phil Goldstone Productions, iniziarono a fine ottobre 1922. Dopo aver usato come titolo di lavorazione The Fire Eater, il film venne ribattezzato a inizio dicembre col titolo The Smoke Eater.
Il regista Jack Nelson aveva come assistente Leon Mezetti, il fratello di Richard Talmadge.

## Distribuzione
Il film uscì nelle sale degli Stati Uniti nel maggio 1923.
Non si conoscono copie ancora esistenti della pellicola che viene considerata presumibilmente perduta.